# Wormeldingen

Blick auf Ortsmitte

Wormeldingen (luxemburgisch Wormerⓘ, französisch Wormeldange) ist eine Gemeinde im Großherzogtum Luxemburg und gehört zum Kanton Grevenmacher. Sie liegt an der Mosel und ist mit der deutschen Ortschaft Wincheringen auf dem gegenüberliegenden Ufer durch die Moselbrücke Wormeldange–Wincheringen verbunden.

## Gemeindegliederung
Die Gemeinde Wormeldingen besteht aus den Ortschaften:
- Ahn
- Dreiborn
- Ehnen
- Machtum
- Oberwormeldingen
- Wormeldingen

Folgende Siedlungen und Höfe (Lieu-dit) zählen ebenfalls zur Gemeinde:
- Deisermühle
- Kapenacker
- Lehbusch

Die Gemeinde ist Mitglied in folgenden Kommunalverbänden: BILLEK, SIAEG, SICEC, SIDERE, SIDEST, SIGI, SIGRE und SYVICOL.

## Politik
Die Gemeinde Wormeldingen wird von einer Koalition aus beiden im Gemeinderat vertretenen Bürgerlisten regiert. Somit gibt es keine Oppositionsfraktion, obwohl die Liste „Är Equipe fir d'Wormer Gemeen“ durch eine absolute Mehrheit im Gemeinderat vertreten wäre.
Zur Kommunalwahl im Juni 2023 wechselte die Gemeinde Wolmeldingen erstmals vom System der Majorzwahl zur Proporzwahl, da die Schwelle von 3'000 Einwohnern überschritten wurde. Zur Wahl kandidierten zwei Bürgerlisten, von denen alle beide den Einzug in den Gemeinderat schafften.
| Partei                             | Sitze: 11 | Stimmenanteil | Stimmenanteil                                                           |
| ---------------------------------- | --------- | ------------- | ----------------------------------------------------------------------- |
| Är Equipe fir d'Wormer Gemeen (ÄE) | 6         | 54,92 %       | Gemeinderatswahl Wormeldingen 2023 %6050403020100 54,92 %45,08 % ÄEZfiG |
| Zesumme fir is Gemeen (ZfiG)       | 5         | 45,08 %       | Gemeinderatswahl Wormeldingen 2023 %6050403020100 54,92 %45,08 % ÄEZfiG |

## Geschichte
Die Geschichte der Gemeinde Wormeldingen beginnt mit dem Hof Lenningen. Grundherr des Hofs war das Trierer Domkapitel. Zum Hof Lenningen gehörten die Dörfer Beyren, Ehnen, Gostingen, Greiweldingen, Kanach, Lenningen sowie mehrere Vogteien in Wormeldingen. Die Verwaltung sowie die Gerichtsbarkeit lagen in den Händen eines Schultheiß und von elf Schöffen. Lange Jahre stellte die in Ehnen ansässige Familie Wellenstein den Schultheiß. Die Familie selbst hatte ihren Ursprung in Bech-Kleinmacher. Engelbert Wellenstein ist vermutlich der Erbauer des sogenannten Wellenstein-Hauses in Ehnen. Er war auch Hochgerichtsschöffe der Landrichterei Grevenmacher. Sein Sohn Johann Wilhelm Wellenstein (* 1661; † 5. Januar 1736 in Ehnen) war Schultheiß des Trierer Domkapitels für die Höfe Lenningen und Wawern. Er war verheiratet mit Margaretha de Loen. Es gibt Nachweise über ein Schöffenweistum des Hofs Lenningen vom 23. Mai 1485, eine Huldigung, eine Erneuerung des Weistums, sowie eine Festsetzung der Maße und Gewichte am 5. Juli 1663. Damals war ein Peter Greiffeldingen von Ehenen (= Ehnen) Schultheiß. Laut Jahrgeding aus dem Jahr 1751 gehörten zum Hof Lenningen mehrere Dörfer mit ihren „Gehöber“ und zwar: Kanach 66; Beuren (Beyren) 17; Gostingen 37; Greiweldingen 38; Lenningen 31; aus der heutigen Gemeinde Wormeldingen, damals aber zum Hof Lenningen gehörend, Ehnen 85 und Wormeldingen 6.

### Ahn

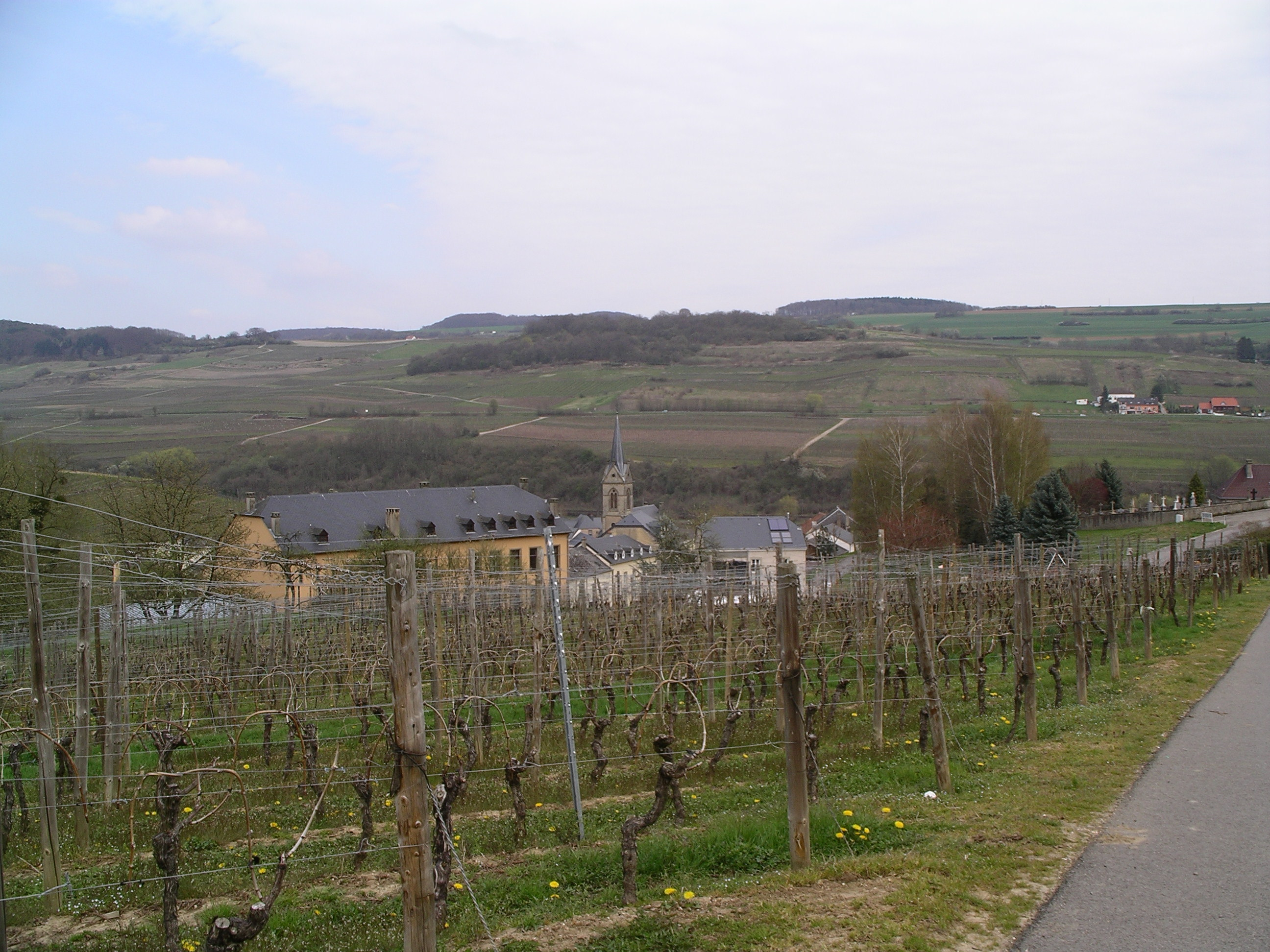
Ahn an der Mosel

Ahn (auf Luxemburgisch On) wird 1245 das erste Mal in einem Testament erwähnt; laut diesem vermachen Alexander, Herr von Zolver, und seine Gemahlin Hedwig dem Kloster Differdingen 500 Pfund. In diesem Testament wird auch sein Hof Ahn curias de ana erwähnt.
Die späteren Grundherren vom Hof Ahn waren je zur Hälfte die Herren von Wincheringen und die von Reck-Schmidtburg. Die Grundherren hatten je einen Meier und drei ernannte Schöffen im Hofe, die das Grund- und Vogtgericht ausübten, während das Hochgericht dem Landrichter von Grevenmacher unterstand, letzteres im Namen des Landesfürsten.
Das Schöffenweistum von Ahn bestand seit dem 17. Oktober 1626.

### Ehnen
Vor dem Dreißigjährigen Krieg gab es in Ehnen 52 Haushalte, im Jahr 1656 nur noch 20. Es waren dies der Schultheiß (escoultet) Valentin Streng. Außer einem Küfer und einem Müller (dessen Mühle dem Trierer Domkapitel gehörte) und einem Hirten waren die Bewohner von Ehnen vorwiegend Weinbauern.
Das Dorf Ehnen hatte 1656 72½ Morgen Weinland und stand an erster Stelle hinter Grevenmacher. Letzteres hatte 125 Morgen. Remich hatte 57, Wormeldingen 34, Bech-Kleinmacher 33¼. In Ehnen hatten 2 Weinbergbesitzer jeweils 10 Morgen; 1 hatte 9 Morgen; 2 hatten 7 Morgen; 1 hatte 5½ Morgen; 1 hatte 5 Morgen; 2 hatten jeweils 3 Morgen; 2 hatten jeweils 2½ Morgen; 3 hatten 2 Morgen und 2 hatten 1 Morgen.
Ackerland gab es damals, im Jahre 1656, nicht viel in Ehnen. So besaßen 10 Haushalte von Ehnen im ganzen 20½ Morgen, davon aber auch galten 7 Morgen als nicht bestellbar (non arrable). Die Größe der Parzellen lag zwischen 1 und 5 Morgen.

### Machtum
Der Freiherr Georgius von Zitzwitz erklärt im Namen seiner Gemahlin, Eva von Metzenhausen, dass das Schloß Linster  am 23. April 1759 in „Machtumb“ im Besitz von Weinbergen war. Diese Weinberge waren auf Kosten des Schlosses angelegt worden und wurden auch von dessen Leuten bewirtschaftet. Sie hatten einen jährlichen Ertrag zwischen 13 und 14 Fuder Wein, je nach Jahrgang.

### Wormeldingen

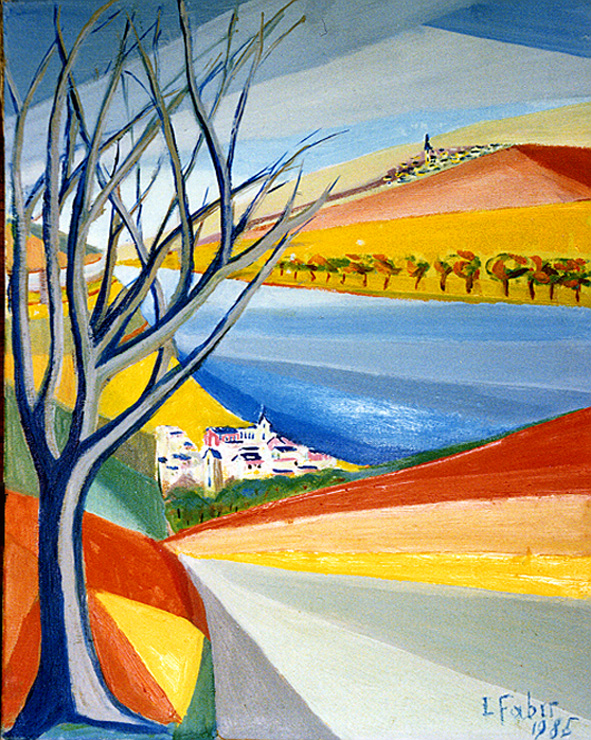
Ansicht auf Wormeldange im Tal (Ida Faber-Hoesdorff)

Wormeldingen hatte vor dem Dreißigjährigen Krieg 66 Haushalte, im Jahr 1656 nur noch 25. Die damaligen Haushaltsvorstände im Dorfe Wormeldingen waren:
Bach Michel; Bach Theis; Durre Peter; Fickerts Susanna, Witwe; Fickius Sonndagh; Friderichs Adam; Goestingen Matheis; Kirst Hans; Korff Ditz; Lermes Theis; Linden Welter; Müllers Michel; Paulus Jacob; Peiffer Theis; Pinel Matheis; Pünnelle Peter; Schmidts Susanna, Witwe; Schmidts Theis; Steymetz Peter; Stil Peter; Strouppe Matheis; Thieles Claus, Hirte im Dorf; Welters Theis; Winckel Susanna, Witwe; Zumer.
In Wormeldingen wird außer Müllers Michel, Müller auf seiner eigenen Mühle (was recht selten war) und dem sowieso mittellosen Dorfhirten sonst kein einziger beruflich tätiger Einwohner erwähnt. Alle anderen Bewohner des Dorfes, die zwei armen Witwen ausgenommen, lebten damals von der Landwirtschaft oder dem Weinbau.
Es teilten sich 22 Besitzer den Anteil an 34 Morgen Weinland in Wormeldingen, und 18 Haushalte besaßen zusammen 56 Morgen Land. Nur 19 Morgen war richtiges  Ackerland. Nicht bewirtschaftet wurden die 4 Morgen des Linden Theis und die 12 Morgen des Korff Dietz («pour estre meschantes terres»).
Der vom Dorfe weit entfernte Gemeindewald bestand nur aus Gebüsch.

## Weinanbau
Wormeldingen ist mit 13 km Moseluferstrecke von Hüttermühle (Hettermillen) bis zur Deyermühle (Deysermillen) und 360 ha Weinbergen die Gemeinde mit der größten Weinanbaufläche im Großherzogtum.
Eine berühmte, wenn nicht die berühmteste luxemburgische Weinlage ist Wormeldinger Koeppchen. Von dieser Kuppe mit ihrer kleinen Kapelle hat man zudem einen wunderschönen Blick über das Moseltal.
Neben der großen Cremantkellerei der Winzergenossenschaften in Wormeldingen finden sich in der Gemeinde zahlreiche private Weingüter. Die Winzer insgesamt bieten erstklassige Qualitätsweine, die für den ausgezeichneten Ruf der Luxemburger Weine stehen.
Ehnen ist Sitz der Organisation Professionelle des Viticulteurs Indépendants (OPVI), des am 30. Juli 1966 gegründeten Verbands der Privatwinzer Luxemburgs.

## Regelmäßige Veranstaltungen
- Das Wäifest zu Ohn findet am ersten Wochenende im Juli statt und zieht Tausende von Weinfreunden in das idyllische Moseldorf. Auf diesem Dorffest bieten die örtlichen Winzer ihre Weine zum Probieren und zum Verkauf an. Kunsthandwerker haben ihre Stände, des Weiteren treten viele Musikchöre auf.

- Jedes Jahr im August findet in Machtum das Weinhappening statt. Dieses Fest findet zusammen mit Nittel statt, das auf der gegenüberliegenden Seite der Mosel liegt (Deutschland). Das Fest fängt in Machtum jedes Jahr durch die Eröffnung einer Kunstausstellung an. Diese findet am Donnerstag statt. Freitags organisiert der lokale Jugendverein „UJM“ – Union des Jeunes Machtum ein Festival mit luxemburgischen Bands und Bands aus der Großregion, das Rock de Schleek. Am Sonntag dann findet das eigentliche Weinfest statt.

- Mitte September wird das Riesling Open abgehalten. Bei diesem Fest stellen alle Winzer aus der ganzen Gemeinde ihre Weine zur Probe und zum Verkauf aus. Das Event zieht sich über drei Tage hin, von der Krönung der Rieslingskinnigen über Shows, Musikunterhaltung in den Weinkellern bis zum Verkauf von lokalen Spezialitäten. Wie auch beim Ohner Wäifest kommen tausende Weinliebhaber und Feinschmecker in die Gemeinde.